# Roman Jachnik
Roman Jachnik (ur. 18 lipca 1933 w Kórniku, zm. 11 października 2001) – polski działacz partyjny i państwowy, w latach 1976–1982 wicewojewoda pilski, były prezes Towarzystwa Przyjaciół Ziemi Pałuckiej.

## Życiorys
Syn Waleriana i Jadwigi. Ukończył sześciotygodniowy kurs w Wyższej Szkole Partyjnej przy KC KPZR w Moskwie. W 1961 wstąpił do Polskiej Zjednoczonej Partii Robotniczej. Na początku lat 70. był naczelnikiem powiatu wągrowieckiego, do 1977 zajmował też stanowisko prezesa Towarzystwa Przyjaciół Ziemi Pałuckiej. W 1976 został członkiem Komitetu Wojewódzkiego PZPR w Pile, należał też do jego egzekutywy i zasiadał w prezydium Wojewódzkiej Komisji Rewizyjnej KW PZPR. Od 1976 do 1982 pełnił funkcję wicewojewody pilskiego.
Został pochowany na Cmentarzu Komunalnym w Wągrowcu.